# Върджил Мисиджан
Върджил Рой Мисиджан (на английски: Virgil Roy Misidjan, прякор Вьора, Vura, на нидерландски се произнася по-близко до Фюра) е нидерландски футболист от суринамски произход, нападател. Роден е на 24 юли 1993 г. в град Гойрле, предградие на Тилбург, Нидерландия.

## Кариера
Мисиджан е юноша на нидерландските Вилем II и РКК Валвейк. Като професионалист започва да играе във „Вилем II“ когато е на 19 години.

## „Лудогорец"
От 16 август 2013 г. е състезател на Лудогорец (Разград). Дебютира за „Лудогорец" в А ПФГ на 17 август 2013 г. като влиза като резерва през второто полувреме при победата в Пловдив срещу Локомотив (Пловдив) с 1 – 0. Вторият му мач за Лудогорец е негов дебют в плейофите на Шампионската лига на 21 август 2013 г. като влиза като резерва през второто полувреме при загубата в София срещу ФК Базел с 2 – 4. Отбелязва първия си гол в А ПФГ в осмия кръг на 15 септември 2013 г. в срещата Левски (София)-„Лудогорец" 0 – 2. В дебютния си мач в Лига Европа отбелязва и първия си гол в този турнир в мача ПСВ Айндховен-Лудогорец 0 – 2. През сезон 2014 – 2015 г. става голмайстор на „Лудогорец“ заедно с Жуниньо Кишада като двамата имат отбелязани по 10 гола. Дебютира в Б ПФГ на 19 септември 2015 г. в срещата Локомотив (ГО)-Лудогорец 2 4 – 1. Отбелязва първия си гол във Втора ПЛ в 12-ия кръг на 11 ноември 2016 г. в срещата „Лудогорец 2"-Ботев (Гълъбово) 2 – 0.

## Успехи

### „Лудогорец“
- Шампион на A ПФГ (5): 2013/14, 2014/15, 2015/16, 2016/17, 2017/18
- Носител на купата на България (1): 2013/14
- Носител на суперкупата на България (2): 2014, 2018